# Anyer
Anyer, voorheen Anjer, is een dorp in het regentschap Serang in het westen van Java, Indonesië, gelegen aan Straat Soenda, vijftien kilometer ten zuiden van Merak. 
Anyer is nu vooral bekend als toeristische pleisterplaats, met name voor in de weekeinden. Vooral inwoners van Jakarta bezoeken Anyer met zijn vele vakantiebungalows en piepkleine stranden. 
De vuurtoren in Anyer is in 1885 geschonken door koning Willem III ter nagedachtenis aan de slachtoffers van de uitbarsting van de nabijgelegen vulkaan Krakatau twee jaar eerder. De plaats werd toen overspoeld door een tsunami van dertig meter hoog en alle inwoners kwamen om het leven. 
Anyer was het beginpunt van de zo'n 1000 kilometer lange Grote Postweg die in 1808 werd aangelegd en tot Panarukan in het oosten van Java liep.

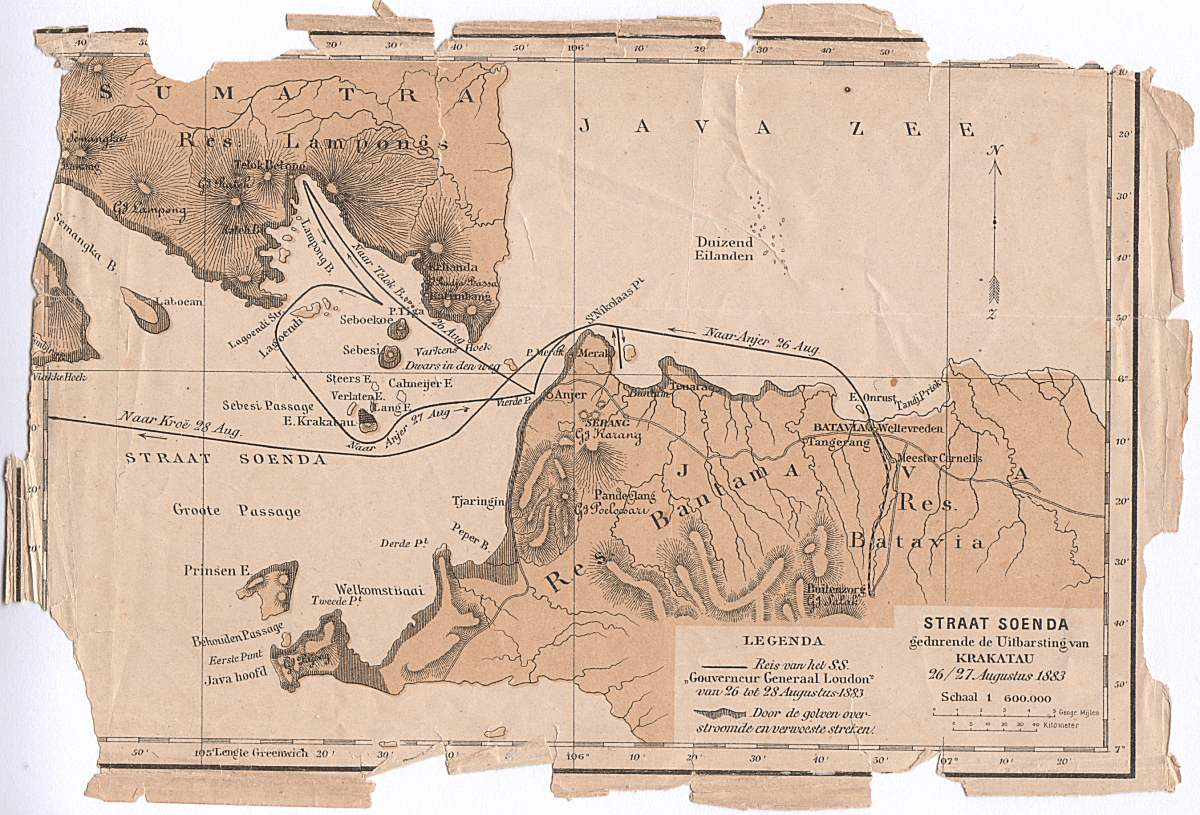
Een oude kaart van Straat Soenda met daaraan Anjer.

## TRIVIA
In mei 1853 was Anjer de eerste plek in Java waar de Russische schrijver Ivan Gontsjarov (befaamd om zijn "Oblomov") voet aan wal kon zetten tijdens zijn wereldreis, door hem beschreven in zijn "Het fregat Pallada" (1857). Uitvoerig verslag van die belevenis op pp 163 t.m. 170 van de Nederlandse vertaling door G.W. van der Meiden (2014) 